# Carina Morling
Carina Bertilsdotter Morling, född 7 februari 1948, är en svensk operasångare (sopran).
Morling sjöng vid Kungliga Operan i Stockholm mellan 1987 och 2003. Hon debuterade som Pallas i Glucks Paris och Helena den 8 juni 1987, och gjorde sin sista föreställning som Berta i Rossinis Barberaren i Sevilla den 25 februari 2003.

## Filmografi
- 1993 – Backanterna (TV)
- 2001 – Barberaren i Sevilla (TV)
- 2001 – Pariserliv (TV)